# Подводная археология
Подводная археология (гидроархеология) — вспомогательная дисциплина археологии, занимающаяся изучением артефактов культурного наследия, находящихся под водой. 2 ноября 2001 года Конвенция ЮНЕСКО «Об охране подводного культурного наследия» признала затонувшие объекты возрастом более 100 лет культурным наследием. Кроме этого, подводная археология занимается исследованием памятников военной истории, оказавшихся под водой в ходе боевых действий минувших войн.

## История
Одним из ранних примеров попыток изучения затонувших артефактов в XV веке являются римские корабли озера Неми. История подводной археологии неразрывно связана с развитием водолазного снаряжения. В XVI веке для водолазных работ применяется первое подводное приспособление — водолазный колокол. В 1620 году Корнелий Дроббель строит первую подводную лодку. В 1715 году англичанин Джон Летбридж изобрёл приспособление для работы под водой, при помощи этого устройства ему удалось исследовать ряд затонувших кораблей. В России первые попытки по созданию подводных аппаратов совершил Ефим Никонов. В 1797 году немецкий изобретатель Карл Генрих Клингерт изобрёл водолазный костюм.
Последовательное изучение подводных артефактов прошлого начинается с середины XIX века. Первыми крупномасштабными подводными работами в данной области считается событие у острова Андикитира в начале XX века, когда греческими рыбаками было обнаружено место крушения древнего корабля, перевозившего статуи.

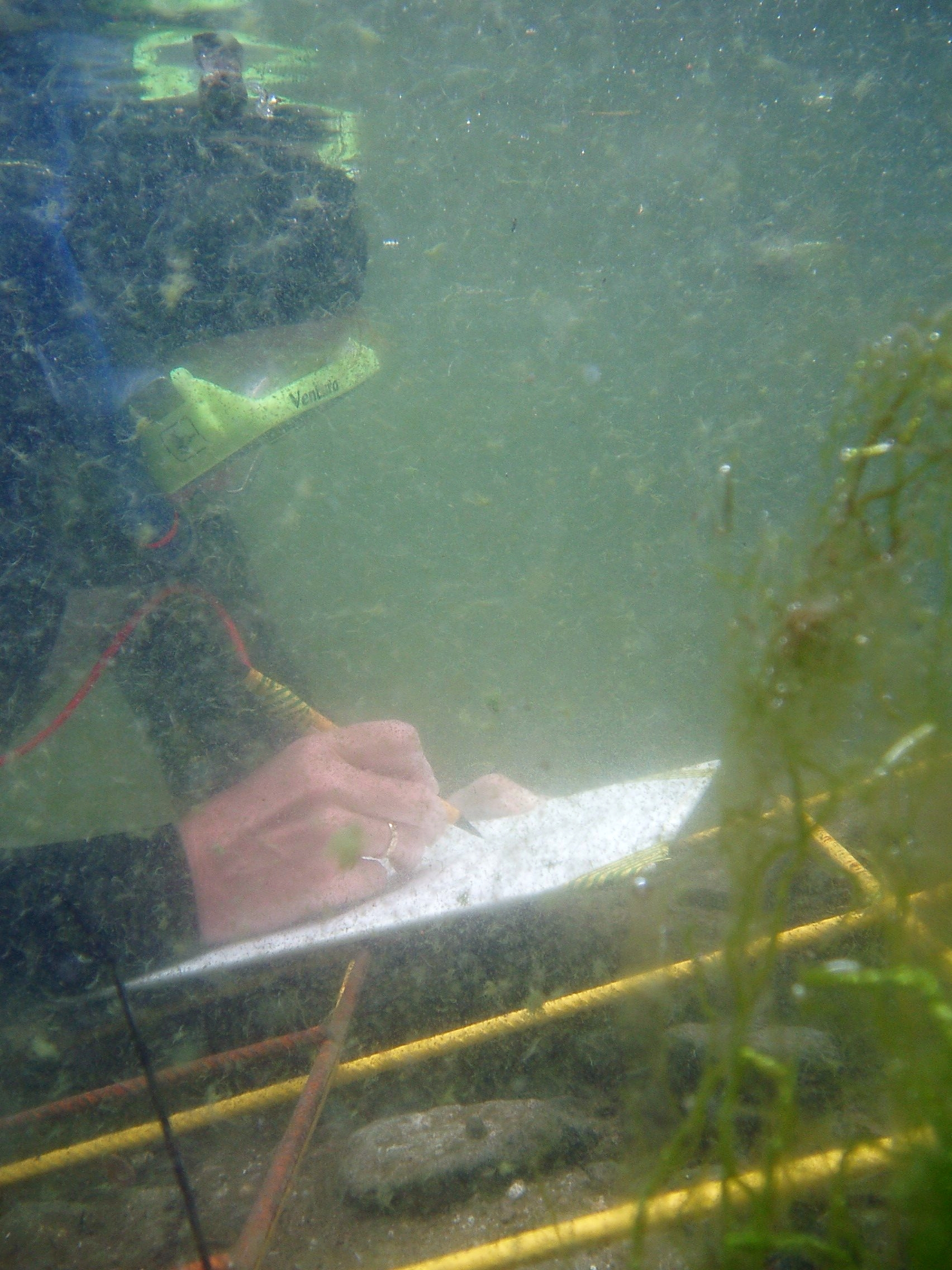
Создание масштабного плана под водой

 В императорской России изучением древнегреческих портовых городов в Крыму, оказавшихся под водой, занимаются И. П. Бларамберг, граф А. С. Уваров, Поль Дюбрюкс, Карл Герц. В советский период их работу продолжили Б. В. Фармаковский и В. Д. Блаватский.
Начиная со второй четверти XX века подводная археология приобретает статус науки. После изобретения Ж.-И. Кусто акваланга изучение наследия человека под водой стали более доступны и популярны.
В СССР первопроходцами стали профессора Р. А. Орбели, К. Э. Гриневич, В. Д. Блаватский, Г. А. Кошеленко. Из зарубежных исследователей можно отметить Хонор Фрост, одну из немногих женщин, занимавшихся подводной археологией. В 1926-27 годах  П. П. Иванов составил план развалин подводных сооружений на озере Иссык-Куль. В 1937-39 годах Р. Орбели обследует 
прибрежное дно городов Херсонес, Ольвия, портовые сооружения Феодосии, Коктебеля и Керчи. В 1957-1958 гг. экспедицией под руководством Блаватского была обследована затопленная часть Фанагория. В 1978 году в районе Геленджика-Новороссийска были проведены подводные исследования дна с использованием подводного обитаемого аппарата «Аргус». Они проводились под эгидой Музея истории г. Новороссийска при содействии Института Океанологии АН СССР и Института Археологии АН СССР. 
В 1981-82 годах в акватории Днестровского лимана были обнаружены четыре затопленных поселения IV-III веков до н.э.
В настоящее время в России имеется около двух десятков официальных подводно-археологических экспедиций под общим патронажем Института археологии РАН, а также ряд методологических центров: Конфедерация подводной деятельности России; Московский подводно-археологический клуб; Центр подводных исследований Тульского государственного педагогического университета имени Л. Н. Толстого, подводно-археологическая экспедиция "Память Балтики".
С 2006 года, под эгидой КПДР и ЦПИ ТГПУ им. Л. Н. Толстого реализуется детская программа по подводной археологии «Покажи ребёнку подводный мир».
С 2010 года в Москве под руководством Александра Березина издаётся ежегодный альманах «Вопросы подводной археологии».
На Украине ведущим научным учреждением в сфере подводной археологии является Департамент подводного наследия Института археологии НАН Украины.

## Подводная археология в России
- В 1880–1881 годах во время устройства гавани в Ревеле (Таллин) были обнаружены и подняты носовая фигура, и другие предметы с русских кораблей «Антоний», и «Фортуна», затонувших в октябре 1716 года.[7]
- 1888 год. Археологом В. А. Городцовым на дне озера Кремнёвая музга (Рязанский уезд) было выявлено более 200 кремнёвых орудий каменного века и множество фрагментов керамики.[11]
- 1896 год. На реке Березина, у деревни Студёнка, где 25-29 ноября 1812 года спешно переправлялись остатки разгромленной наполеоновской армии, во время дноуглубительных работ было поднято множество ценных предметов, представляющих историческую ценность. Найденные экспонаты были переданы в Артиллерийский музей Санкт-Петербурга.
- 1902 год. Археологом В. Н. Глазовым обследовано судно, обнаруженное осенью 1901 года местными жителями в северо-западной части Чудского озера (у истока р. Нарва). Со дна поднято 48 каменных ядер. Самое крупное из них имело диаметр 70 см и весило 300 кг.
- 1905 год. Людвиг Петрович Колли провёл в Феодосийском порту поиск следов древней культуры, со дна было поднято 15 больших амфор.
- 1913 год. Отставной офицер Русской армии Иван Владимирович Гартонг в ходе подводных исследований на месте гибели российского корабля «Москва», затонувшего в 1758 году у Зиемупе близ Либавы, обнаружил около 20 пушек и якорь судна. Гартонг собственными силами поднял одно из орудий на поверхность, а в июне 1914 года силами Морского ведомства были подняты несколько больших и малых пушек корабля.
- 1915–1916 гг. В. И. Деренкин составил план затонувшей части античного города Ольвии и снят профиль дна затопленного района.
- 1924 год. В Азовском море исследованы останки линейного корабля «Ростислав». В 1930 году была поднята часть вооружения и некоторые фрагменты конструкций корабля, впоследствии размещённых в Керченском историко-археологическом музее.
- 1933 год. Со дна Балтийского моря подняты и сданы на слом остатки корпуса и вооружения эскадронного миноносца «Константин».
- 1934 год. Экспедиция подводных работ особого назначения обнаружила погибшую подводную лодку «Кит».
- 1937 год. Профессор Р. А. Орбели проводит подводные археологические исследования затопленных участков древних городов Херсонеса и Ольвии. В этом же году из реки Буг поднята древняя лодка-однодеревка, пролежавшая в воде 2500 лет.
- 1947 год. В акватории Цемесской бухты обнаружен погибший эскадренный миноносец «Громкий» (эскадренные миноносцы типа «Новик»). После революции корабль состоял в революционных частях Красной Армии. 17 июня 1918 года во избежание захвата был затоплен экипажем близ Новороссийска.
- 1975 год. В районе Севастопольской бухты обнаружена погибшая субмарина. В результате исследований 1992 года было установлено, что лодка лежит на глубине 78 метров с креном 10–15º на левый борт и дифферентом на корму 25°. Верхняя палуба в районе носовой части разрушена. Позже было установлено, что находка является подводной лодкой «Кашалот», погибшей в 1919 году.
- 1982 год. Подводной экспедицией "Цемесская бухта" под руководством Д.Ф. Кравченко у мыса Большой Утриш под Анапой обнаружены останки немецкого самолета «ME-109» с бортовым №3. Самолет лежал на ровном каменистом дне на глубине 33 метра. К югу от села Героевское (Эльтиген) на глубине 4 метров аквалангистами найдены остатки самолета-штурмовика Ил-2.
- В 1983—1985 годах К. К. Шилик локализовал расположение затопленного греческого города Акра.
- 1987 год. На дне Балтийского моря найдены и обследованы останки эскадренного миноносца «Гавриил»
- 1990 год. Центром комплексных подводных исследований начаты исследования корабля начала XVIII века из экспедиции князя Бековича-Черкасского, затонувшего около о. Кулалы. В августе в Севастопольской бухте обнаружен пароходо-фрегат — один из 20 английских кораблей, погибших здесь в шторм 2 ноября 1854 года. В Финском заливе экспедицией  В. А. Тюленева обнаружены остатки шведского 64-пушечного линейного корабля «Гедвига Елизавета Шарлотта», затонувшего в ходе Выборгского морского сражения.
- 1995 год. Во время подводно-археологической экспедиции «Память Балтики»[12] в Финском заливе на глубине 14 метров обнаружен корпус парусно-винтового клипера «Наездник». Этот корабль в 1866 году был выведен из боевого состава флота и в 1869 году использовался в качестве мишени на маневрах Балтийского флота, в результате чего был потоплен.
- 1999 год. Подводной археологической экспедицией под руководством А. В. Кондрашева при обследованы места крушений 24 пушечного корвета «Месемврия» и 60-пушечного фрегата «Варна». Первые находки с затонувшего корвета «Месемврия» были сделаны на пляже города Сочи, тогда были найдены и подняты 2 чугунные корабельные 32-х фунтовые карронады. В результате дальнейших исследований на глубине 3–3,6 м были найдены фрагменты медных листов днищевой обшивки судна, картечь, пушечные ядра и другие предметы. На побережье Таманского полуострова на глубине 28 метров найден германский грузовой пароход «Кола». В ноябре 1932 года этот пароход был приобретён СССР, а 19 июля 1941 года он подорвался на мине и затонул. В Керченском проливе обнаружены остатки торпедных катеров типа «Г-5» IХ серии № 45 и № 72.
- 2013 год. Русским географическим обществом совместно с Национальным центром подводных исследований[13] была организована экспедиция по обследованию парусно-винтового фрегата «Олег». Подводная экспедиция Поклон кораблям Великой Победы обследовала линкор «Лефорт».
- 2014 год. В водах Финского залива на глубине около 15 метров обнаружены остатки германского торгового корабля XVII века «Архангел Рафаил». Судно, построенное в 1693 году, затонуло в 1724. Специалисты Центра подводных исследований РГО[14] начали подводные раскопки на месте гибели корабля, с затонувшего корабля было поднято множество уникальных предметов — посуда, ветровая шляпа, кафтан, 300-летняя Библия и множество других экспонатов. [15][16]
- 2017 год. Специалисты ЦПИ РГО в Финском заливе исследовали линейный корабль «Портсмут» – один из первых линкоров российского флота, затонувший в 1719 году. C корабля поднято множество артефактов, включая массивную пушку.
- 2020 год. Центр подводных исследований РГО участвует в изучении и идентификации найденного на дне Чёрного моря теплохода «Армения», затопленного немецкой авиацией в 1941 году. Водолазы подняли артефакты с бортов немецкого миноносца Т-31 и советского тральщика ТЩ-45, затонувших в Финском заливе в июне 1944 года.[17][18]
- 2021 год. В Финском заливе экспедицией Поклон кораблям Великой Победы  обнаружены многочисленные корабли, погибшие на минных заграждениях при Таллинском переходе.